# Mimosa xanti
Mimosa xanti är en ärtväxtart som beskrevs av Asa Gray. Mimosa xanti ingår i släktet mimosor, och familjen ärtväxter. Inga underarter finns listade i Catalogue of Life.